# Xã Cummings, Quận Lycoming, Pennsylvania
Xã Cummings (tiếng Anh: Cummings Township) là một xã thuộc quận Lycoming, tiểu bang Pennsylvania, Hoa Kỳ. Năm 2010, dân số của xã này là 273 người.